# Liste der Außenminister der Republik Moldau
Diese Liste der Außenminister der Republik Moldau listet alle Außenminister der Republik Moldau seit 1944 auf.

## Moldauische Sozialistische Sowjetrepublik(1940 – 1991)
| Antritt           | Abgang            | Außenminister      | Leben       | Partei                      | Regierung                                                 |
| ----------------- | ----------------- | ------------------ | ----------- | --------------------------- | --------------------------------------------------------- |
| 1944              | 1945              | Tihon Konstantinov | 1898 – 1957 | Communist Party of Moldavia | Regierung Konstantinov                                    |
| 1945              | 1946              | Nicolae Coval      | 1904 – 1970 | Communist Party of Moldavia | Regierung Coval                                           |
| 1946              | 1958              | Gherasim Rudi      | 1907 – 1982 | Communist Party of Moldavia | Regierung Rudi                                            |
| 23. Januar 1958   | 15. April 1970    | Alexandru Diordiță | 1911 – 1996 | Communist Party of Moldavia | Regierung Diordiță                                        |
| 1970              | 1976              | Petru Pascari      | * 1929      | Communist Party of Moldavia | Regierung Pascari I                                       |
| 1. September 1976 | 31. Dezember 1980 | Semion Grossu      | * 1934      | Communist Party of Moldavia | Regierung Grossu                                          |
| 1980              | 1981              | Ion Ustian         | * 1939      | Communist Party of Moldavia | Regierung Ustian                                          |
| 1981              | 1989              | Pyotr Komendant    | * 1932      | Communist Party of Moldavia | Regierung Ustian, Regierung Calin                         |
| 6. Juni 1990      | 28. Oktober 1993  | Nicolae Țâu        | * 1948      | Communist Party of Moldavia | Regierung Druc, Regierung Muravschi, Regierung Sangheli I |

## Republik Moldau (seit 1991)
| Antritt            | Abgang             | Außenminister     | Leben  | Partei                              | Regierung                                                                                        |
| ------------------ | ------------------ | ----------------- | ------ | ----------------------------------- | ------------------------------------------------------------------------------------------------ |
| 1993               | 1994               | Ion Botnaru       | * 1954 | parteilos                           | Regierung Sangheli I                                                                             |
| 5. April 1994      | 28. Juli 1997      | Mihai Popov       | * 1949 | parteilos                           | Regierung Sangheli II                                                                            |
| 28. Juli 1997      | 23. November 2000  | Nicolae Tăbăcaru  | * 1955 | parteilos                           | Regierung Ciubuc I, Regierung Ciubuc II, Regierung Urechean, Regierung Sturza, Regierung Braghiş |
| 23. November 2000  | 27. Juli 2001      | Nicolae Cernomaz  | * 1949 | parteilos                           | Regierung Braghiş, Regierung Tarlev I                                                            |
| 2001               | 2001               | Iurie Leancă      | * 1963 | Liberaldemokratische Partei Moldaus | Regierung Tarlev I                                                                               |
| 4. September 2001  | 4. Februar 2004    | Nicolae Dudău     | * 1945 | parteilos                           | Regierung Tarlev I                                                                               |
| 4. Februar 2004    | 25. September 2009 | Andrei Stratan    | * 1966 | Partidul Republican din Moldova     | Regierung Tarlev I, Regierung Tarlev II, Regierung Greceanîi I, Regierung Greceanîi II           |
| 25. September 2009 | 30. Mai 2013       | Iurie Leancă      | * 1963 | Liberaldemokratische Partei Moldaus | Regierung Filat I, Regierung Filat II                                                            |
| 30. Mai 2013       | 20. Januar 2016    | Natalia Gherman   | * 1969 | Liberaldemokratische Partei Moldaus | Regierung Leancă, Regierung Gaburici, Regierung Streleț                                          |
| 20. Januar 2016    | 21. Dezember 2017  | Andrei Galbur     | * 1975 | parteilos                           | Regierung Pavel Filip                                                                            |
| 18. Januar 2018    | 8. Juni 2019       | Tudor Ulianovschi | * 1983 | parteilos                           | Regierung Pavel Filip                                                                            |
| 11. Juni 2019      | 14. November 2019  | Nicu Popescu      | * 1981 | parteilos                           | Regierung Sandu                                                                                  |
| 14. November 2019  | 16. März 2020      | Aureliu Ciocoi    | * 1968 | parteilos                           | Regierung Chicu                                                                                  |
| 16. März 2020      | 9. November 2020   | Oleg Țulea        | * 1980 | Electoral Bloc Democratic Moldova   | Regierung Chicu                                                                                  |
| 9. November 2020   | 6. August 2021     | Aureliu Ciocoi    | * 1968 | parteilos                           | Regierung Chicu                                                                                  |
| 6. August 2021     | amtierend          | Nicu Popescu      | * 1981 | parteilos                           | Regierung Gavrilița                                                                              |